# Văn học kỵ sĩ
Văn học kỵ sĩ (tiếng Trung: 騎士文學, tiếng Pháp: Roman de chevalerie, tiếng Đức: Höfische roman), hay lãng mạn hào hiệp, là thuật ngữ trỏ các tài liệu thế tục mô tả lối sống và hành động của giới kỵ sĩ, sau bành trướng thành tinh thần và phẩm hạnh kị nhân, trực tiếp liên đới Bộ quy tắc hiệp sĩ. Dòng nghệ thuật này manh nha tại Pháp thế kỷ XI và chóng vánh phát triển dưới sự bảo trợ của Tòa Thánh trong nhiều thế kỷ tiếp theo. Đa số trứ tác thường tập trung phản ánh đức trung thành phụng sự tín điều, những chặng đường phiêu lưu hành hiệp và ái tình của kị nhân, hoặc có thể là quá trình rèn rũa từ kị nhân nên kỵ sĩ rồi cuối cùng là hiệp sĩ. Cùng dòng văn học thành thị, văn học kỵ sĩ đã phá vỡ thế độc quyền của văn học nhà thờ, nhưng chính nó lại bồi đắp cho văn học và triết học sĩ lâm dồi dào sống động thêm. Nhân vật chính trong các truyện kể kỵ sĩ thường là người có hành động trượng nghĩa và vô cùng mộ đạo, do thế, được coi là sự tiếp nối dạng nhân vật anh hùng cổ đại.

## Lịch sử

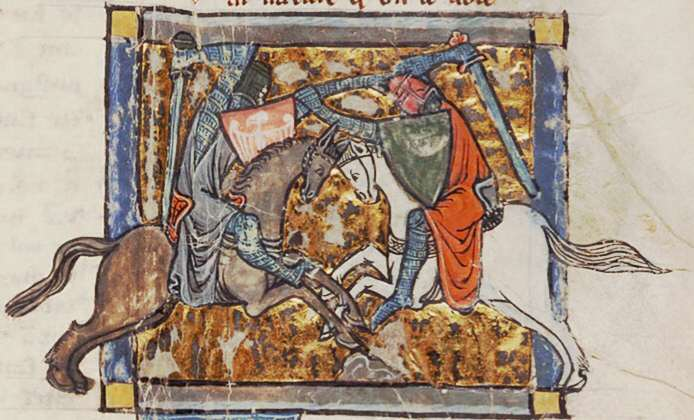
Yvain fighting Gawain. Medieval illumination from Chrétien de Troyes's romance, Yvain, le Chevalier au Lion

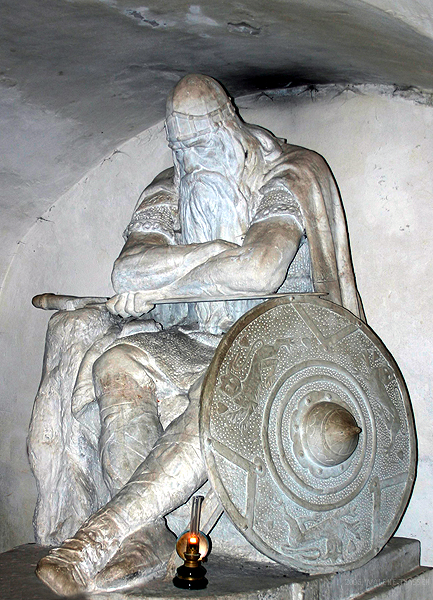
Holger Danske, or Ogier the Dane, from the Matter of France

Theo nghĩa hẹp, văn học kỵ sĩ gồm những trứ tác xuất hiện tại Âu châu trung đại và xoay quanh lối sống cùng đức tin của giới kị nhân. Nhưng một cách phổ quát hơn, là những văn phẩm thể hiện được lối sống, tính cách và lý tưởng của giới võ bị, do đó mà không cố định thời đại và quốc gia nào. Cả hai ý nghĩa này đều được chấp nhận trong học giới, nhưng vế sau có nhiều phần trội hơn.
Ngay từ trung đại, các văn phẩm kỵ sĩ đã được sáng tác bằng nhiều ngôn ngữ khác nhau nên ngày nay ít nhất chúng giữ được vai trò chủ đạo trong phạm trù ngôn ngữ học, thậm chí bảo tồn nhiều tử ngữ, ngoài ra còn tự gầy dựng được phong cách mĩ thuật độc đáo thông qua việc minh diễn nội dung câu từ. Đây cũng là một trong những dòng văn học hi hữu hấp dẫn được lượng tác gia, độc giả và phong cách sáng tạo khổng lồ. Đối với các quốc gia hình thành muộn tại Âu châu, nó còn có tác dụng kiến tạo bản sắc.

## Tiêu biểu

### Tác phẩm
- Romances of Chrétien de Troyes
- Queste del Saint Graal
- Perceforest
- The Knight in the Panther's Skin
- Valentine and Orson
- King Horn
- The Squire of Low Degree
- Romance of the Rose
- Ngài Gawayn và Lục kỵ sĩ
- Guilhem de la Barra by Arnaut Vidal
- Guillaume de Palerme
- Le Morte D'Arthur - Sir Thomas Malory
- Amadis de Gaula- João Lobeira and Garci Rodríguez de Montalvo
- "The Knight's Tale" and "The Wife of Bath's Tale" from Geoffrey Chaucer's The Canterbury Tales
- Chevalere Assigne
- Sir Eglamour of Artois
- Octavian
- Ipomadon
- Sir Gawain and the Carle of Carlisle
- The Knightly Tale of Gologras and Gawain
- Tirant lo Blanch - Joanot Martorell
- Amadas
- Sir Cleges
- The King of Tars
- Sir Isumbras
- Erl of Toulouse
- Generides
- Roswall and Lillian
- Hertig Fredrik av Normandie

### Tác giả
- Chrétien de Troyes
- Thomas Malory
- Geoffrey Chaucer

## Văn hóa
Dòng văn học này là cảm hứng vô tận cho nhiều ngành nghệ thuật và khoa học khác nhau.